# Giro de Ross

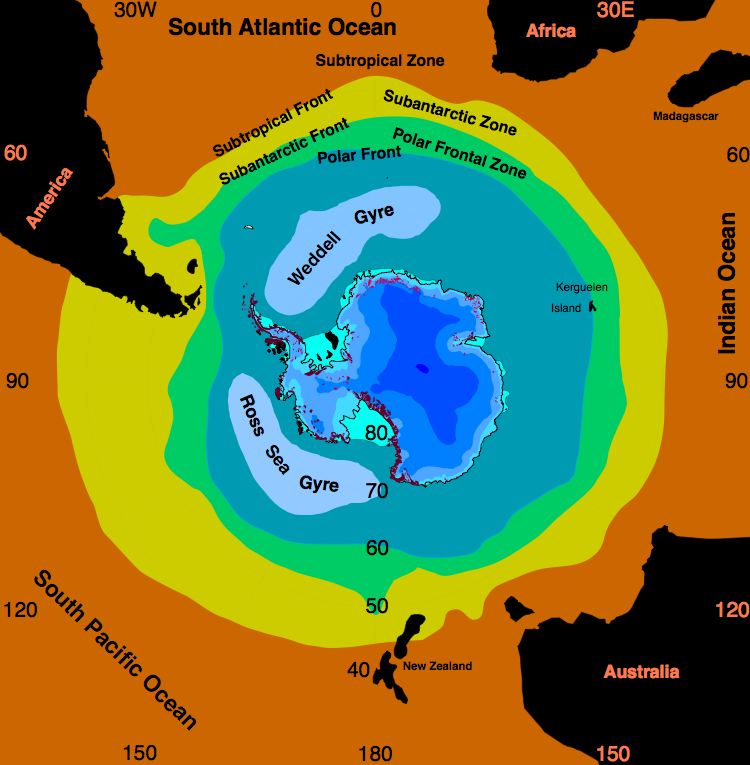
Localização do giro de Ross Mar de Ross.

O giro de Ross é um dos dois giros oceânicos que existe no Oceano Antártico. O giro é localizado no Mar de Ross, e gira no sentido horário. O giro é formado por interações entre a corrente circumpolar antártica e a plataforma continental antártica.